# Pinalia kingii
Pinalia kingii är en orkidéart som först beskrevs av Ferdinand von Mueller, och fick sitt nu gällande namn av Carl Ernst Otto Kuntze. Pinalia kingii ingår i släktet Pinalia och familjen orkidéer. Inga underarter finns listade i Catalogue of Life.